# Christopher Bland
Francis Christopher Buchan Bland (29 mai 1938-28 janvier 2017) est un homme d'affaires et homme politique britannique. Il est vice-président de l'Independent Television Authority (1972), rebaptisée Independent Broadcasting Authority la même année, et président de London Weekend Television (1984) et du Conseil des gouverneurs de la BBC (1996 à 2001), puis devient président de British Telecommunications (BT). Il quitte son poste chez BT en septembre 2007. Il devient président de la Royal Shakespeare Company en 2004.
Bland occupé de nombreux postes de président et d'administrateur simultanément, notamment celui de président du groupe Century Hutchinson (1984), de Canongate Publishing, basé à Édimbourg, de la National Freight Corporation, connue sous le nom de NFC PLC (1994), et de Life Sciences International PLC (1987), et directeur de National Provident (1978) et Storehouse PLC (1988), entre autres.

## Jeunesse et éducation
Bland est né à Yokohama, au Japon où il vit ses deux premières années. Son père travaille pour Shell et voyage partout dans le monde ; Bland et son jeune frère sont en grande partie élevés par des parents en Irlande du Nord.
Bland fait ses études à la Sedbergh School, un internat indépendant pour garçons (maintenant mixte) en Cumbria, dans le nord-ouest de l'Angleterre, et au Queen's College de l'Université d'Oxford. À Oxford, il est membre de l'équipe olympique irlandaise d'Escrime en 1960 et dirige les équipes d'escrime et de pentathlon moderne de l'Université d'Oxford. Bland fait son service national chez les 5e Royal Inniskilling Dragoon Guards et s'engage ensuite en politique au Parti conservateur.

## Carrière
Avec Christopher Brocklebank-Fowler, il écrit une brochure en 1964 sur l'immigration, appelant à moins de contrôles à l'entrée et à davantage d'efforts pour intégrer les communautés d'immigrants. Il travaille comme consultant en gestion chez Booz Allen Hamilton.
Bland est élu membre du Conseil du Grand Londres pour Lewisham à partir de 1967, puis devient président du comité des écoles de l'ILEA. Il est élu président du groupe de réflexion Bow Group du 10 avril 1969 à 1970 et édite également son magazine Crossbow. Sa carrière dans les affaires exigeant plus de temps, il quitta le GLC aux élections de 1970.
Au cours des années 1970, Bland dirige la société de construction et d'ingénierie Beyer Peacock et les imprimeurs Sir Joseph Causton & Sons. Le 29 juin 1972, il est nommé vice-président de l'Autorité indépendante de la télévision (plus tard l'Autorité indépendante de radiodiffusion) pour un mandat allant du 1er juillet 1972 au 31 juillet 1976. Peu de temps après, il quitte Booz Allen Hamilton pour rejoindre la First National Finance Corporation (1973-1974). Bland conserve son implication dans la politique et critique les remaniements apportés par Margaret Thatcher au bureau central conservateur peu de temps après son élection à la tête du parti en 1975. En 1976, il appose son nom sur une déclaration de soutien publiée par la Campagne nationale pour la réforme électorale. Il obtient un deuxième mandat de quatre ans à l'IBA de 1976 à 1980.
En 1981, Bland épouse Jennifer Mary Denise May (de 1963 à 1981, mariée au vicomte Enfield), et la fille de William May, ancien député du parti unioniste d'Ulster pour la circonscription d'Ards dans le comté de Down et ministre de l'Éducation d'Irlande du Nord dans les années 1950. La famille Bland, composée du couple, de leur fils, Archie Bland, et de quatre beaux-enfants, vit à Abbots Worthy House dans le village d'Abbots Worthy dans le Hampshire, avec un appartement londonien à Catherine Place, près de St James's Park. Il transfèrent leur résidence principale à Blissamore Hall dans le village de Clanville près d'Andover (également dans le Hampshire), en 1998.
À partir du 1er janvier 1982, Bland rejoint le conseil d'administration de LWT (Holdings) et, le 1er janvier 1984, succède à John Freeman en tant que président du conseil d'administration principal de LWT. Il est administrateur d'ITN et de GMTV, et président de Century Hutchinson, alors filiale de LWT. Lorsque, après le renouvellement de la franchise en 1993, LWT est racheté par Grenada dans le cadre d'une offre hostile très contestée, Bland devient millionnaire.
De 1982 à 1994, Bland est président de l'autorité sanitaire spéciale des hôpitaux Hammersmith et Queen Charlotte's NHS, puis préside le Hammersmith Hospitals NHS Trust, comprenant l'hôpital Charing Cross, de 1994 à février 1997. Il est fait chevalier pour son travail au sein du Service national de santé en 1993. Il est président du conseil des gouverneurs de la BBC entre 1996 et 2001. Il est président de la Royal Shakespeare Company entre 2004 et 2011, période pendant laquelle le Royal Shakespeare Theatre de Stratford upon Avon est reconstruit pour un coût d'environ 113 millions de livres sterling. Bland occupe d'autres fonctions dans le secteur public, comme président du Private Finance Panel de 1995 à 1996 et membre du Comité consultatif du Premier ministre sur la Charte du citoyen.
Bland est président du conseil d'administration de BT du 1er mai 2001 à septembre 2007. Il est conseiller principal chez Warburg Pincus (une société de capital-investissement), président et actionnaire important de Canongate Press et de la Leiths School of Food and Wine. Bland se lance dans « sa plus grande extravagance : acheter des livres et tout ce qui concerne Eric Gill, le peintre et sculpteur britannique du XXe siècle ».
Son premier roman, Ashes in the Wind, est publié par Head of Zeus en septembre 2014.

## Vie privée
Bland est le père du journaliste de la presse écrite et ancien rédacteur en chef adjoint du journal The Independent, Archie Bland et, à partir de 1981, il est le beau-père de quatre enfants, dont le 9e comte de Strafford, l'auteur Georgia Byng et le directeur général de la maison d'édition Canongate Books, basée à Édimbourg, Jamie Byng, nés du mariage antérieur de sa femme avec le vicomte Enfield (1963-1981).